# إليوت كوتلر (جراح)
إليوت كوتلر (بالإنجليزية: Elliott Cutler)‏‏ (30 يوليو 1888 في بانجور - 16 أغسطس 1947 في بروكلين (ماساتشوستس)) طبيب عسكري، وأستاذ جامعي، وجراح من الولايات المتحدة.

## الجوائز
- ميدالية الخدمة المتميزة [الإنجليزية]‏
- عضو رتبة الإمبراطورية البريطانية
- وسام الاستحقاق الأمريكي برتبة فيلق